# 아노머 효과

D-글루코피라노스의 α-아노머 및 β-아노머

아노머 효과(영어: anomeric effect)는 유기화학에서 입체적 고려에서 예상되는 덜 방해받는 수평 배향 대신 수직 배향을 선호하는 사이클로헥세인 고리 내의 헤테로원자에 인접한 헤테로원자 치환기의 경향을 설명하는 입체전자 효과이다. 에드워드-레미욱스 효과(영어: Edward-Lemieux effect)라고도 한다. 아노머 효과는 1955년에 J. T. 에드워드( J. T. Edward)에 의해 탄수화물 화학을 연구할 때 피라노스 고리에서 관찰되었다.

## 같이 보기
- 아노머
- 단당류